# Pavel Banya
Pavel Banya là một thị trấn thuộc tỉnh Stara Zagora, Bungaria. Dân số thời điểm năm 2011 là 2750 người.

## Dân số
Dân số trong giai đoạn 2004-2011 được ghi nhận như sau:
| Năm | 2004 | 2005 | 2006 | 2007 | 2008 | 2009 | 2010 | 2011 |
| --- | ---- | ---- | ---- | ---- | ---- | ---- | ---- | ---- |
| Dân số | 2912 | 2938 | 2933 | 2944 | 2929 | 2918 | 2914 | 2750 |
| From the year 1962 on: No double counting—residents of multiple communes (e.g. students and military personnel) are counted only once. |      |      |      |      |      |      |      |      |